# 紐卡斯爾鎮足球會
紐卡斯爾鎮足球會（Newcastle Town F.C.）是一支位於英格蘭紐卡斯爾的職業足球會，目前於英格蘭北部超級聯賽甲組西角逐。

## 外部連結
- Official website （页面存档备份，存于）
- Junior Team website
- Newcastle Town@Football Club History Database